# Liste des rois de Connacht
Les rois de Connacht étaient les souverains de la province du Connacht, qui se trouve à l'ouest du fleuve côtier Shannon. Ce nom ne lui fut appliqué qu'au début du Moyen Âge d'après le nom de la dynastie régnante des  Connachta.

## Historique
L'ancien nom de la province était Cóiced Ol nEchmacht, la province des Ol nEchmacht. La carte de Ptolémée du IIe siècle indique effectivement un peuple, appelé les Nagnatae, vivant dans l'ouest de l'Irlande. Certains soutiennent que la carte d'Irlande de Ptolémée a été dressée d'après une  cartographique établie cinq cents ans avant lui. Les frontières terrestres naturelles du Connacht sont le Shannon et le Lough Ree à l'est et les Monts Curliew au nord-est.
Les Connachta étaient un groupe de dynasties qui prétendaient être issues de l'Ard ri Érenn mythique Conn Cétchathach et qui dans les temps historiques affirmaient descendre des trois fils aînés de Eochaid Mugmedón: Brion, Fiachrae et Ailill donnent naissance respectivement aux lignées des Uí Briúin, Uí Fiachrach, et Uí Aililla, leur demi-frère plus jeune, Niall Noigiallach est l'ancêtre des Uí Néill. 
Les Uí Alilla sont la dynastie dominante jusqu'au VIIIe siècle époque à laquelle les Uí Maine famille non apparentée à l'origine aux Connachta mais dans la lignée prédominante est les Uí Ceallaigh (anglais O'Kelly d'Hy Many) s'établit dans le sud-est.
Ci-dessous figure une liste des rois de Connacht depuis le Ve jusqu'au XVe siècle.

## Rois pré-historiques d'Ol nEchmacht
- Genann
- Conrac Cas
- Eochaid Feidlech
- Eochaidh Allat
- Tinni mac Conri
- Medb, reine de Connacht
- Medb et Ailill Mac Máta
- Maine Aithreamhail mac Ailill Máta
- Sanbh Sithcheann mac Ceat mac Magha
- Cairbre mac Maine Aithreamhail
- Eochaidh Fionn
- Aodh mac Cu Odhar
- Eochaidh mac Cairbre
- Aonghus Fionn mac Domhnall
- Cormac Ulfhada
- Aonghus Feirt mac Aonghus Fionn
- Connall Cruchain mac Aonghus Feirt
- Fearadach mac Connal Cruchain
- Forghus Fiansa
- Forghus Fiansa and Art mac Conn
- Ceidghin Cruchain mac Connall Cruchain
- Aodh mac Eochaidh
- Aodh Alainn mac Eochaidh Baicidh
- Nia Mor mac Lughna
- Lughaidh mac Lughna Fear Tri
- Aodh Caomh mac Garadh Glundubh
- Coinne mac Fear Tri
- Muireadh Tireach mac Fiachra Sraibrintne
- Eochaid Mugmedón

## Rois historiques de Connacht
- Niall Noigiallach (Niall aux neuf otages), mort vers 450/455.
- Amalgaid mac Fiachrae, date de la mort inconnue
- Dathí/Nath Í, date de la mort inconnue
- Ailill Molt, († 482).
- 482-502 : Dauí Tengae Umai mac Briuin,
- Eógan Bél mac Cellaig, († 543/547).
- Ailill Inbandae mac Eógain Beóil, († 550).
- 550- ? Echu Tirmcharnae mac Fergusso, date de la mort inconnue
- Feradach mac Rossa, († vers 560/561)
- 560/561-577 : Áed mac Echach mac Tirmcharnai,
- 577-601/602 : Uatu mac Áedo mac Echach, († 601/602).
- Máel Cothaid (Donn Cothaid) mac Máele Umai, vivant en 601/602.
- Colmain mac Cobthaig, († 622).
- 622-649 : Rogallach mac Uatach,
- 649-655 : Loingsech /Laidgnén mac Colmáin,
- 655-663 : Guaire Aidni mac Colmáin,
- 663-668 : Muirchertach Nár mac Guairi Aidni,
- 663/668-682 : Cenn Fáelad mac Colggen, († 682).
- 682-683: Dúnchad Muirisci mac Tipraiti, († 683)
- ? - 696 : Fergal Aidni mac Artgaile mac Guairi, († 696).
- 697-702 : Muiredach Muillethan mac Fergusso,
- 702-705 : Cellach mac Rogallaig mac Uatach,
- 705-707 : Indrechtach mac Dúnchado Muirisci,
- 707-714 : Domnall mac Cathail mac Rogallaig,
- 714-723 : Indrechtach mac Muiredaig Muillethan,
- 723-728 : Domnall mac Cellaig mac Rogallaig,
- 728-735 : Cathal mac Muiredaig Muillethain,
- 735-742 : Áed Balb mac Indrechtaig,
- 742-765 : Forggus mac Cellaig,
- 756-764 : Ailill Medraige mac Indrechtaig maic Dúnchado Muirisci,
- 764-768 : Dub-Indrecht mac Cathail,
- 768-773 : Donn Cothaid mac Cathail,
- 773-777 : Flaithri mac Domnaill, abdique.
- 777-782 : Artgal mac Cathail, abdique.
- 782-786 : Tipraite mac Taidg,
- 786-792 : Cináed mac Artgaile ,
- 786-815 : Muirgius mac Tommaltaig,
- 792-796 : Colla mac Fergusso,
- 815-818 : Máel Cothaid mac Fogartaig, (Fl. 818).
- 818-833 : Diarmait mac Tommaltaig, mort en 833.
- 833-839 : Cathal mac Muirgiusso, mort en 839.
- 839-840 : Murchad mac Áedo,
- 840-843 : Fergus mac Fothaid,
- 843-848 : Finsnechtae mac Tommaltaig,
- 848-872 : Mugron mac Máele Cothaid,
- 872-882 : Conchobar mac Taidg Móir,
- 882-888 : Áed mac Conchobair,
- 888-900 : Tadg mac Conchobair,
- 900-925 : Cathal mac Conchobair,
- 925-956 : Tadg mac Cathail,
- 956-966 : Fergal mac Airt Ua Ruairc,
- 966-973 : Conchobar mac Taidg,
- 973-973 : Cathal mac Taidg meic Conchobair, mort en 973.
- 973-1010 : Cathal mac Conchobar mac Taidg,
- 1010-1030 : Tadg in Eich Gil mac Cathail meic Conchobair,
- 1030-1045 : Art Uallach mac Áeda Ua Ruairc,
- 1046-1067 : Áed in Gai Bernaig mac Taidg Ua Conchobair,
- 1067-1087 : Áed mac Airt Uallaig Ua Ruairc,
- 1087-1092 : Ruaidri na Saide Buide Ua Conchobair,  déposé.
- 1092-1098 : Flaithbertach Ua Flaithbertaig, mort en 1098.
- 1092-1097 : Tadg mac Ruaidri Ua Conchobair, mort en 1097.
- 1098-1102 : Domnall mac Tigernáin Ua Ruairc, mort en 1102.
- 1102-1106 : Domnall mac Ruaidri Ua Conchobair, déposé.
- 1106-1156 : Toirdelbach Ua Conchobair ,(anglais: Turlough O'Connor),
- 1156-1183 : Ruaidri mac Toirdelbach Ua Conchobair  (anglais: Ruaidri  O'Connor) ; déposé.

### Après l'invasion normande de l'Irlande
- 1183-1189 : Conchobar Maenmaige Ua Conchobair,
- 1189-1202 : Cathal Carrach Ua Conchobair,
- 1189-1224 : Cathal Crobderg Ua Conchobair,
- 1224-1228 : Áed mac Cathail Ua Conchobair, 
  - 1225-1225 : Toirrdelbach mac Ruaidri Ua Conchobair († 1234) (1) ;
- 1228-1230 : Áed mac Ruaidri Ua Conchobair, (1) ;
- 1228-1230 : Toirrdelbach mac Ruaidri Ua Conchobair († 1234) (2) ;
- 1230-1231 : Felim mac Cathal Crobderg Ua Conchobair, (1) ;
- 1231-1233 : Áed mac Ruaidri Ua Conchobair,  (2) ;
- 1233-1265 : Felim mac Cathal Crobderg Ua Conchobair, (2) ;
  - 1236-1237: Brian mac Toirrdelbaig († 1267)
  - 1249-1250: Toirrdelbach mac Áeda meic Cathail Chrobdeirg Ua Conchobair († 1266) ;
- 1265-1274 : Áed mac Felim Ua Conchobair,
- 1274-1274 : Eógan mac Ruaidrí mac Aeda,
- 1274-1274 : Áed mac Cathail Daill,
- 1274-1278 : Tadg Ruad mac Toirrdelbaig ,
- 1278-1280 : Áed Muimnech Ua Conchobair,
- 1280-1288 : Cathal Ruad mac Conchobair Ruaid (1) ;
- 1288-1293 : Magnus mac Conchobair Ruaid Ua Conchobair,
- 1293-1293 : Cathal Ruad mac Conchobair Ruaid (2) ;
- 1293-1309 : Áed mac Eógain Ua Conchobair,
- 1309-1310 : Áed Bréifnech mac Cathail Ruaid Ua Conchobair
- 1310-1315 : Felim mac Aeda Ua Conchobair (1) ;
- 1315-1316 : Ruaidri mac Cathail Ruaid Ua Conchobair
- 1316-1316 : Felim mac Aeda Ua Conchobair (2) († 1316);
- 1316-1316 : Ruaidri na Fed mac Donnchada Ua Conchobair († 1321) ;
- 1317-1318 : Toirdelbach mac Aeda Ua Conchobair (1) ;
- 1318-1324 : Cathal mac Domhnaill Ua Conchobair descendant de Brian Luignech († 1181), fils de Toirdelbach Ua Conchobair[1] ;
- 1324-1342 : Toirdelbach mac Aeda Ua Conchobair (2) ;
- 1342-1343 : Aodh mac Aodha Bréifnigh Ua Conchobair († 1350) ;
- 1343-1345 : Toirdelbach mac Aeda Ua Conchobair (3) ,
- 1345-1350 : Aodh mac Toirdhealbhaigh  Ua Conchobair (1)[2] ;
- 1350-1351 : Aodh mac Feidhlimidh  Ua Conchobair (1)  [3] ;
- 1351-1353 : Aodh mac Toirdhealbhaigh  Ua Conchobair (2) ;
- 1353-1353 : Aodh mac Feidhlimidh  Ua Conchobair (2) ;
- 1353-1356 : Aodh mac Toirdhealbhaigh  Ua Conchobair (3) ;
- 1356-1368 : Aodh mac Feidhlimidh  Ua Conchobair (3) ;
- 1368-1384  :Ruaidhrí mac Toirdhealbhaigh Ua Conchobair ;
- 1384-1406 : Toirdhealbhach Óg Donn mac Aodha meic Toirdhealbhaigh ;
- 1384-1425/1426 : Toirdhealbhach Ruadh mac Aodha meic Feidhlimidh ;
- 1406-1439 : Cathal mac Ruaidhrí ;
- 1439-1461 : Aodh mac Toirdhealbhaigh Óig († 1461) ;
- 1439-1464 : Tadg mac Toirdhealbhaigh Ruaidh († 1464) ;
- 1461-1462 : Brian mac Briain Bhallaigh († 1487)
- 1461-1474 : Feidhlimidh Geangcach mac Toirdhealbhaigh Óig († 1474)
- 1464-1465 : Cathal Ruadh mac Taidgh
- 1465-1466 : Feidhlimidh Fionn mac Taidhg († 1490)
- Feidhlimidh Geangcach mac Toirdhealbhaigh Óig est le dernier à porter le titre de roi de Connacht  de manière incontestée de 1466 à sa mort en 1474.

## O' Connor Roe/ Ua Conchobhair Ruadh
- 1384-1425 : Toirdhealbhach Ruadh mac Aodha meic Feidhlimidh mort en 1425/1426
- 1425-1464 : Tadg mac Toirdhealbhaigh Ruaidh († 1464)
- 1464-1465 : Cathal Ruadh mac Taidhg (†  1465)
- 1465-1474 : Feidhlimidh Fionn mac Taidhg, déposé ;
- 1474-1488 : Donnchadh Dubhshúileach  mac Toirdhealbhaigh (†  1488)
- 1488-1490 : Feidhlimidh Fionn mac Taidhg, rétabli († 1490) ;
- 1490-1492 : Ruaidhri mac Feidhlimidh  Chléirigh
- 1492-1504 : Áodh mac Feidhlimidh Fhinn
- 1504-1519 : Éoghan  mac Feidhlimidh Fhinn
- 1519-1534 : Tadhg Buidhe mac Cathail Ruaidh
- 1534-1559 : Toirdhealbhach Ruadh mac Taidhg Bhuidhe
- 1559-1560 : Feidlimid Ruadh mac Toirdhealbhaigh Ruaidh
- 1560-1592 : Tadhg Óg mac Taidhg Bhuide
- 1592-1616 : Áodh mac Toirdhealbhaigh Ruaidh

Avec lui s'achève la succession royale.

## O' Connor Donn/Ua Conchobhair Donn
- 1384-1406 : Toirdhealbhach Óg Donn mac Aodha meic Toirdhealbhaigh, 1er chef  des Ua Conchobhair Donn mort le 9 décembre 1406.
- 1406-1439 : Cathal mac Ruaidhrí Ó Conchobhair Donn, mort le 19 mars 1439,  dernier roi de facto de Connacht 2e chef de sa lignée .
- 1439-1461 : Aodh mac Toirdhealbhaigh Óig, mort le 15 mai 1461 3e chef de la lignée.
- 1461-1474 : Feidhlimidh Geangcach mac Toirdhealbhaigh Óig 4e chef des Ó Conchobhair Donn, mort en 1474.
- 1474-1476 : Tadhg mac Eóghain Ó Conchobhair Donn, 5e chef  chef mort en 1476.
- 1476-1485 : Eóghan Caoch mac Feidhlimidh Gheangcaigh Ó Conchobhair Donn, 6e  chef mort en 1485.
- 1485- ?       : Áed Og mac Aodh Ó Conchobhair Donn, 7e chef date de la mort inconnue
- ?       _ 1503: Toirdhealbhach Óg mac Ruaidhri Ó Conchobhair Donn, 8e chef mort en 1503
- 1503- ?       : Conchobhar mac Eoghain Chaoich Ó Conchobhair Donn, 9e chef date de la mort inconnue
- ?       - 1546 ː  Cairbre mac Eoghain Chaoich Ó Conchobhair Donn, mort en 1546.
- 1546-1550 : Áodh mac Eóghain Chaoich Ó Conchobhair Donn, déposé en 1550.
- 1550-1585 : Diarmaid mac Cairbre Ó Conchobhair Donn, mort en 1585.
- 1585-1632 : Sir Hugh/Áodh Ó Conchobhair Donn, mort en 1632.
- 1632-1654 : An Calbhach mac Áodha Ó Conchobhair Donn, mort en 1654.

Avec lui s'achève la succession royale.

### Chefs du nom
- Hugh Óg mac Aedh Ó Conchobhair Don, mort en 1662.
- Major Owen O'Conor Don de Ballinagare, mort sans héritier mâle en 1692
- Cathal Óg O'Conor Don de Ballinagare, mort en 1696.
- Denis O'Conor Don, 1674-1750.
- Charles O'Conor Don, 1710-1791.
- Denis O'Conor Don de Gelangare, 1732-1804
- Owen O'Conor Don de Clonalis, 1763-1831
- Matthew O'Conor Don, 1773-1844; populairement intronisé dans les années 1830.
- Denis O'Conor Don de Clonalis, 1794-1847
- Charles Owen O'Conor Don, 1838-1906.
- Charles O'Conor Don, 1869-1917.
- Owen Phelim O'Conor Don, 1870-1943
- Fr. Charles O'Conor Don, 1906-1981
- Denis O'Conor Don, 1912- 10 juillet 2000, à l'âge de 88 ans.
- Desmond O'Conor Don de Sussex.

## Sources
- (en) T.W Moody, F.X. Martin, F.J. Byrne A New History of Ireland IX Maps, Genealogies, Lists. A companion to Irish History part II . Oxford University Press réédition 2011  (ISBN 9780199593064).
- (en) Richard Killen  A Timeline of Irish History,  Gill & Macmillan (Dublin 2003)  (ISBN 07171-3484-9).
- (en) The Kingship and landscape of Tara, Ouvrage collectif sous la direction de Edel Bhreathnach, Four Courts Press (Dublin 2005)  (ISBN 1851829547).
- (en) Francis John Byrne Irish Kings and High-Kings, Courts Press History Classics (Dublin 2001)  (ISBN 1851821961).
- (en) Dubhaltach MacFhirbhisigh Leabhar Mor Genealach, ed. O'Muralie, 2004.
- (en) Freya Verstraten « Connacht » dans Seán Duffy, Ailbhe MacShamhráin, James Moynes  Medieval Ireland: An Encyclopedia p. 172-174.